# Hạc cổ trắng
Hạc cổ trắng (danh pháp khoa học: Ciconia episcopus) là một loài chim trong họ Ciconiidae.

## Hình ảnh

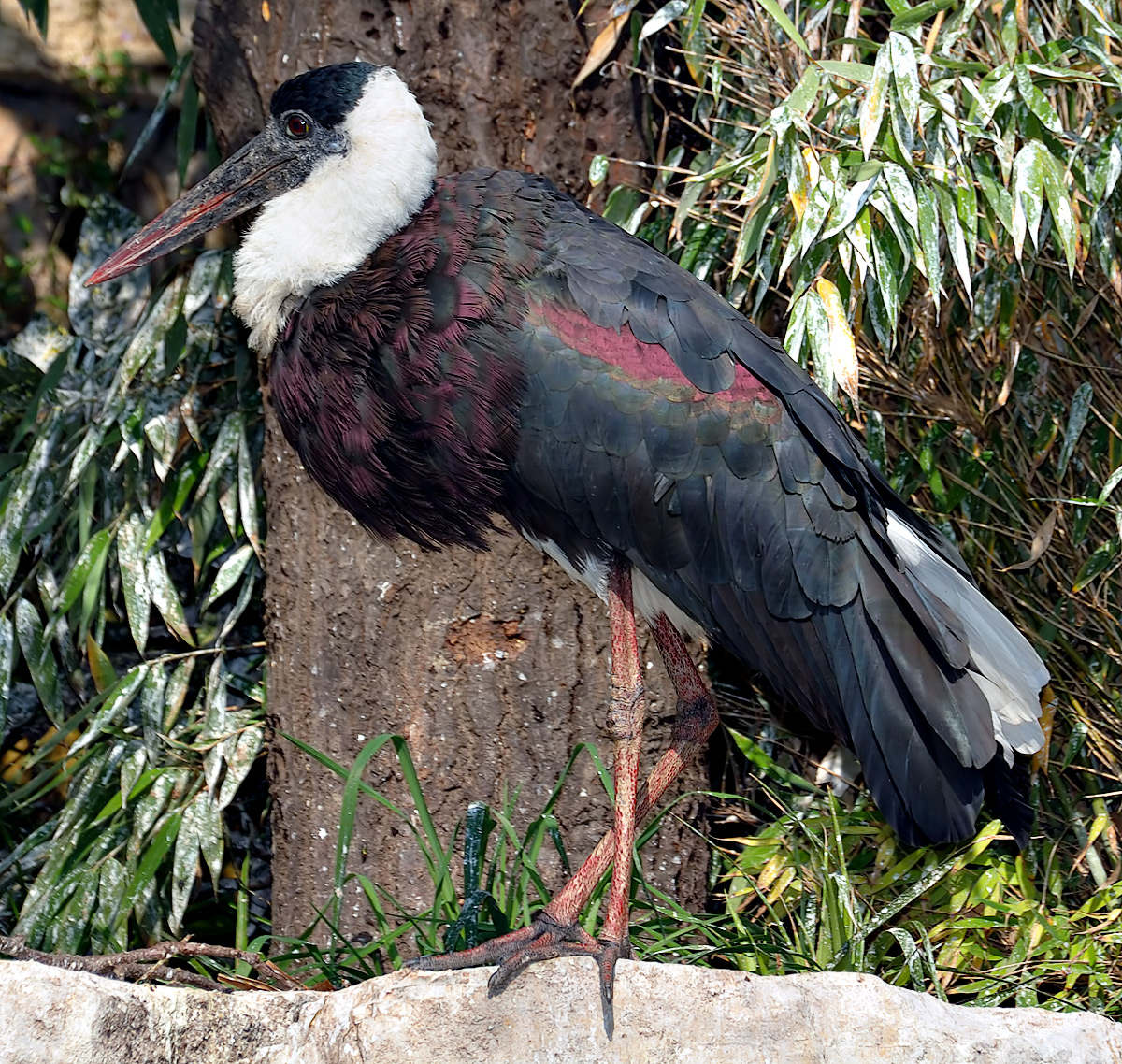
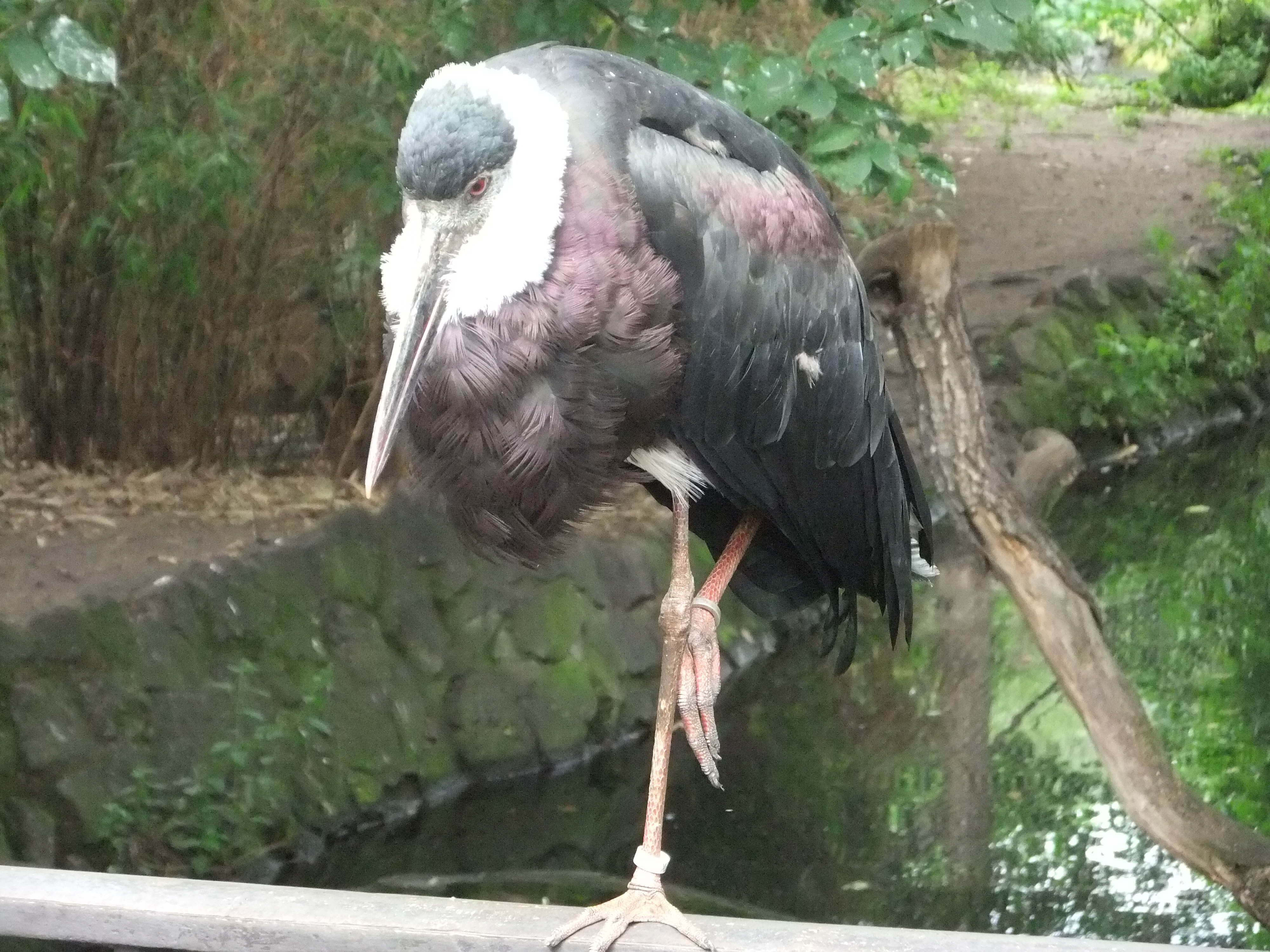
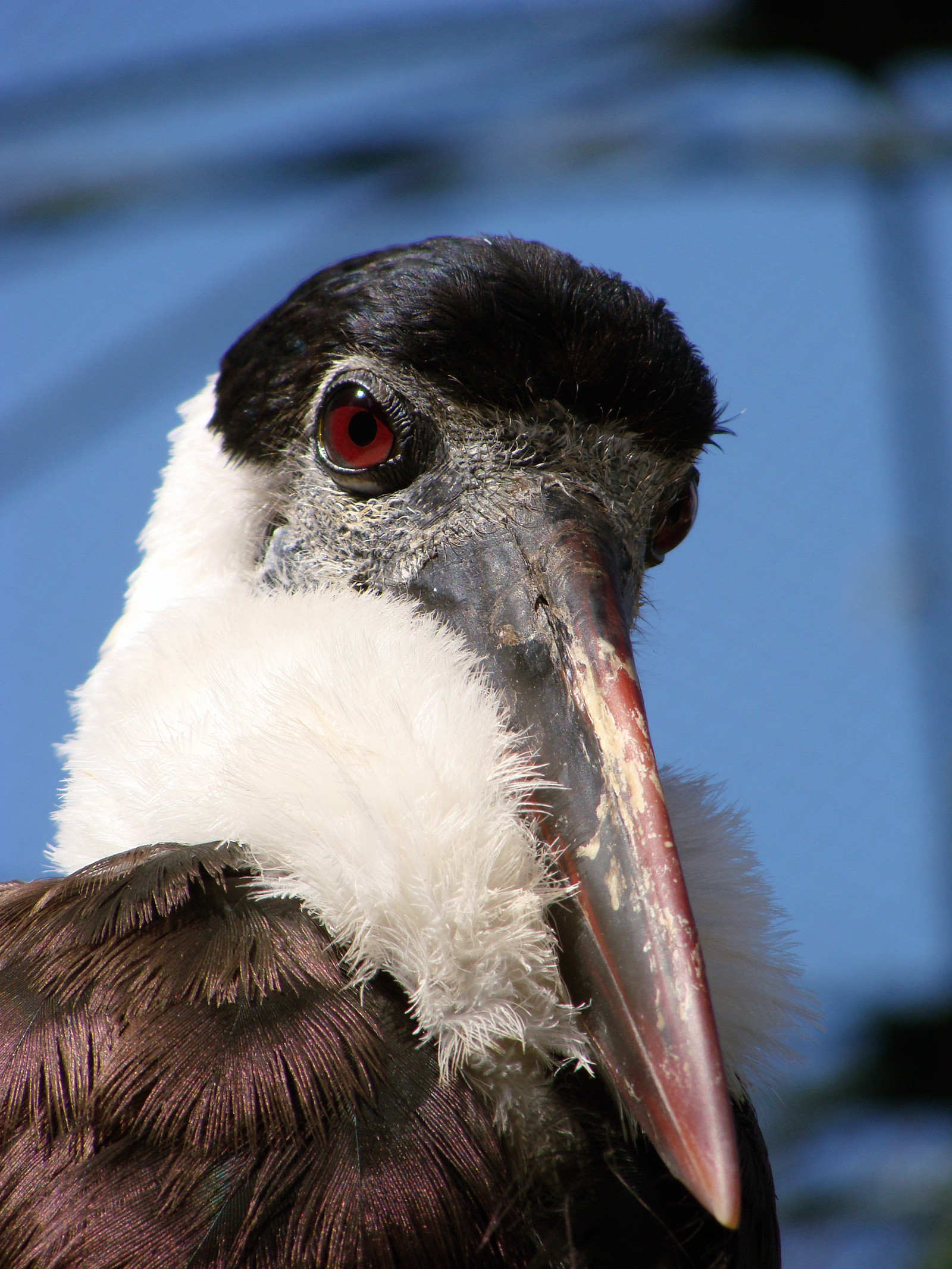
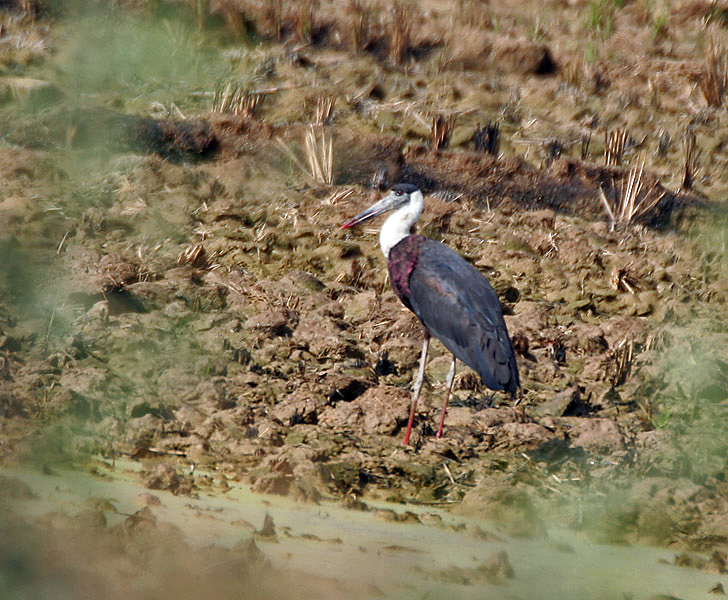
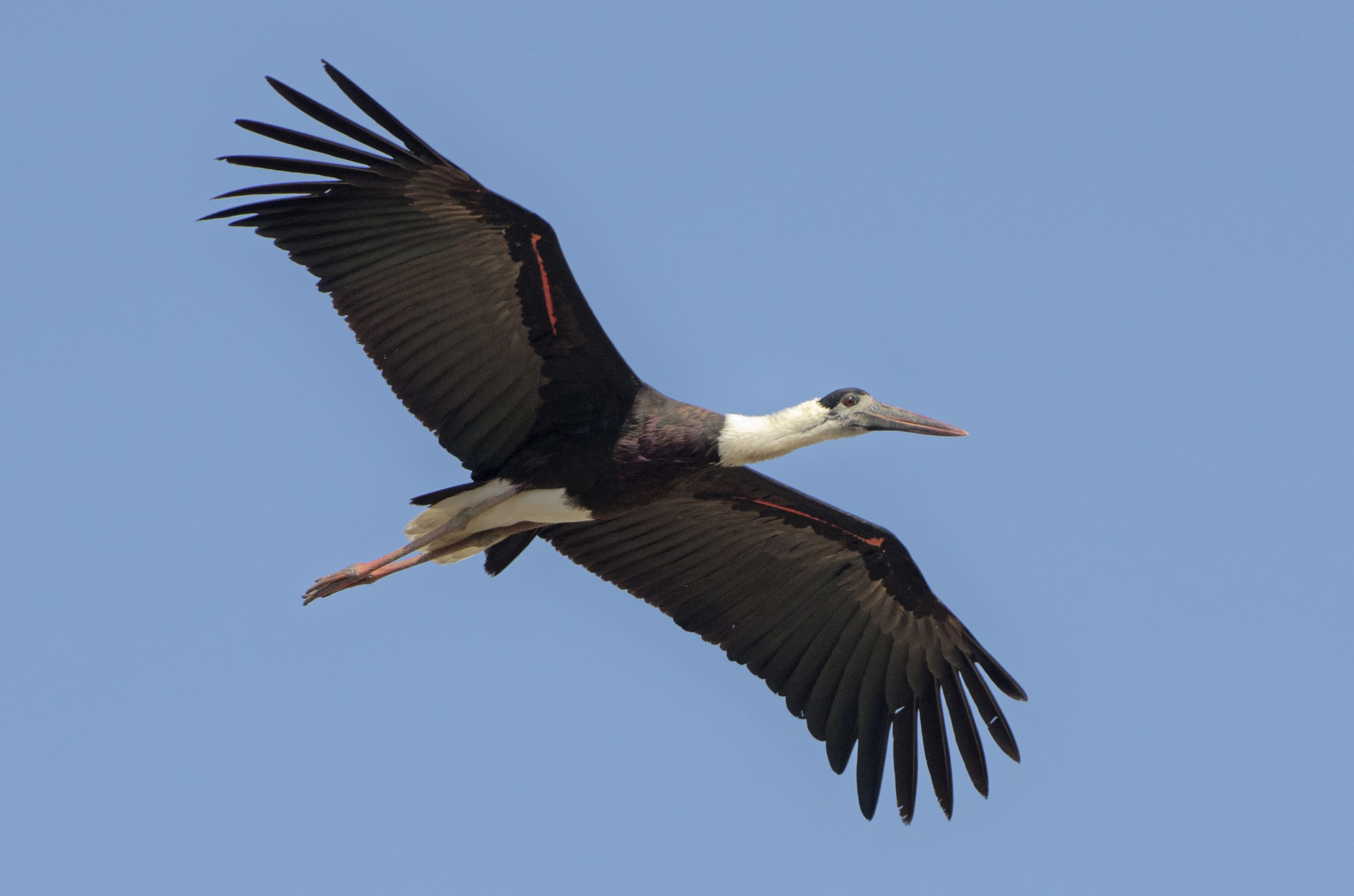
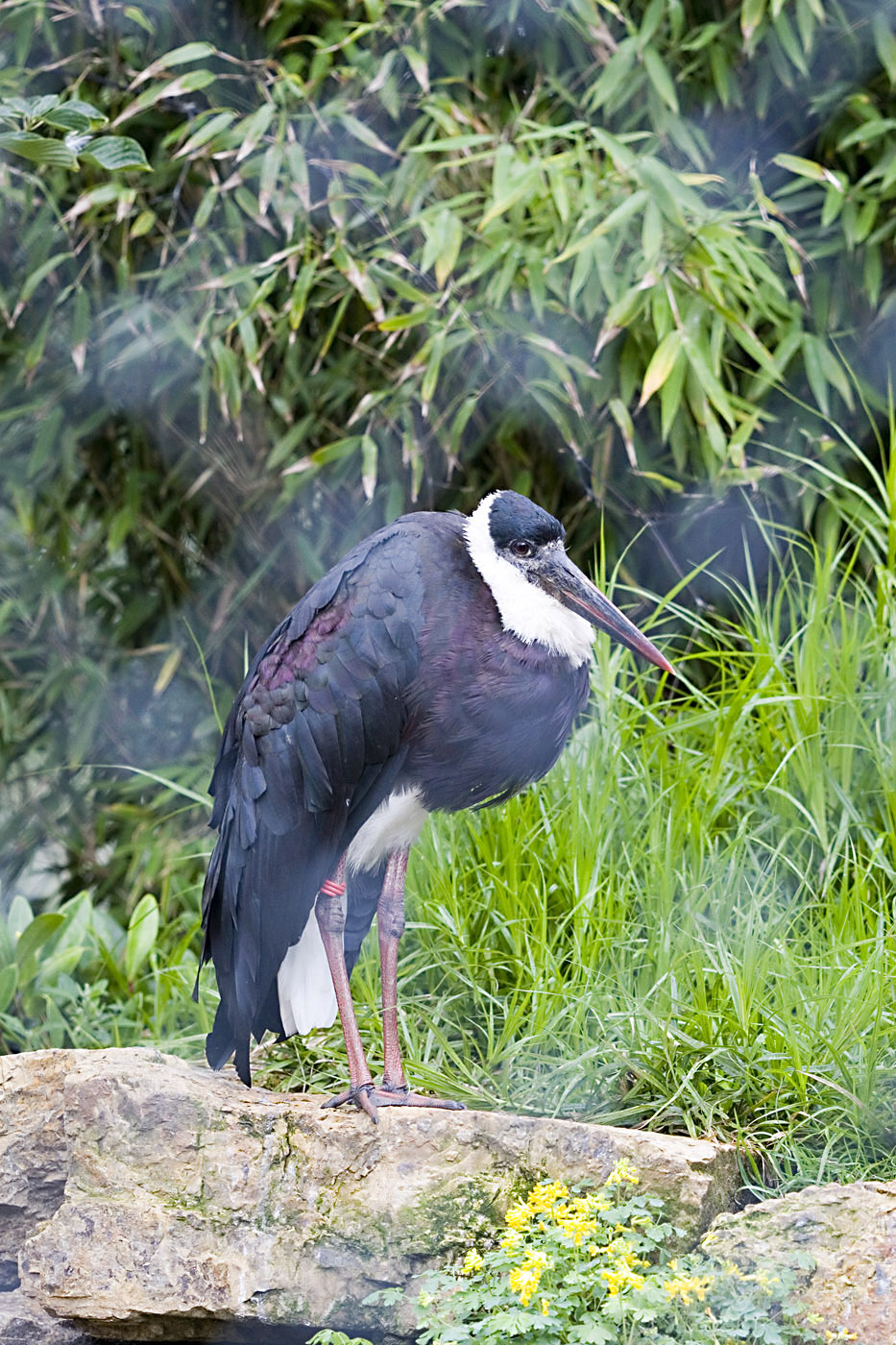